# Igreja Ortodoxa de Jerusalém

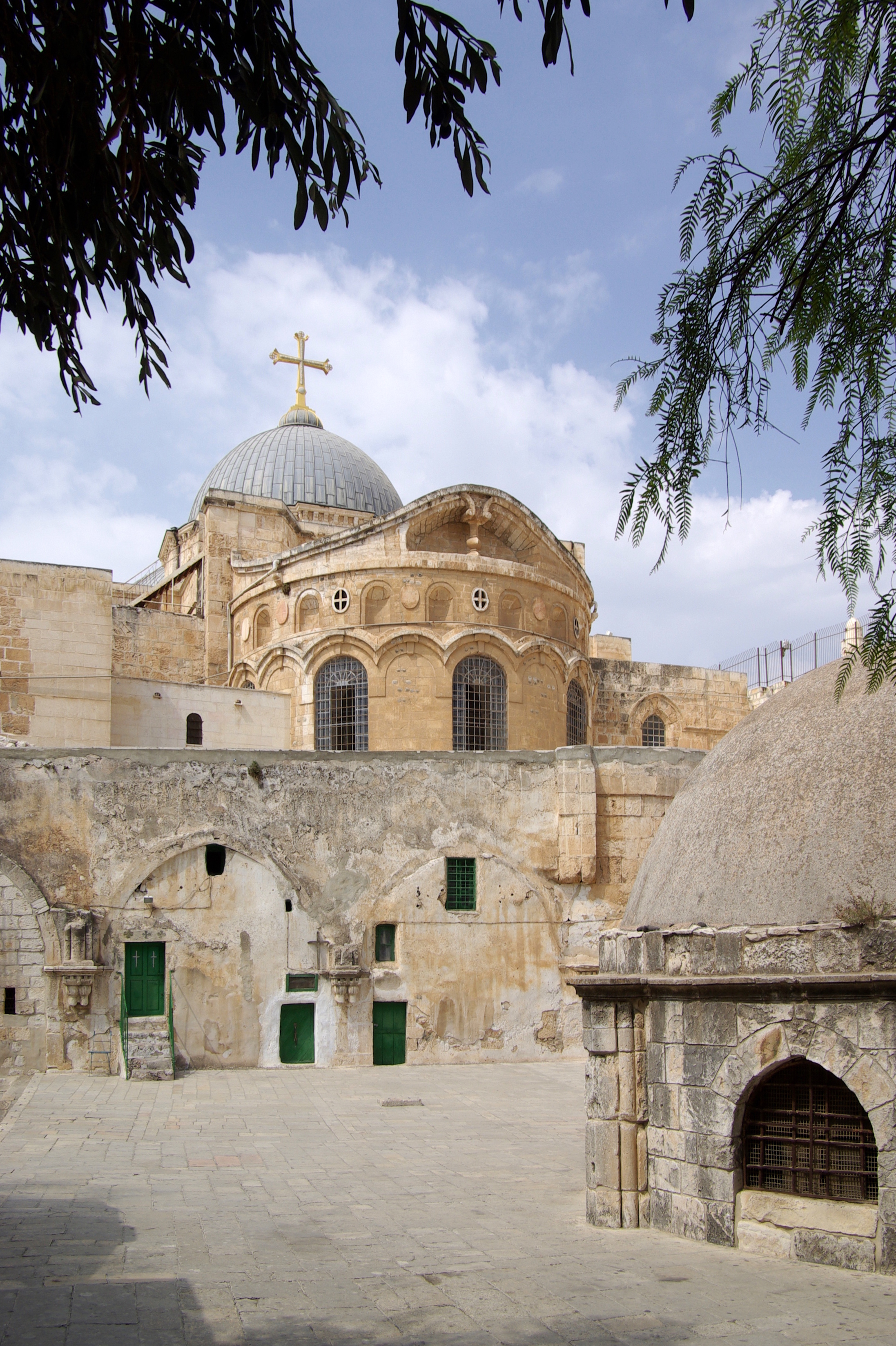
Igreja do Santo Sepulcro

A Igreja Ortodoxa Grega de Jerusalém (em árabe: كنيسة الروم الأرثوذكس في القدس Kanisatt Ar-rum al-Urtudoks fi al-Quds, literalmente "Igreja dos Rumes Ortodoxos em Jerusalém"; em hebraico: הפטריארכיה היוונית-אורתודוקסית של ירושלים) ou Patriarcado Ortodoxo Grego de Jerusalém, oficialmente Patriarcado de Jerusalém (em grego:  Πατριαρχεῖον Ἱεροσολύμων, Patriarcheîon Hierosolýmōn), é a Igreja ortodoxa autocéfala liderada pelo Patriarca Grego Ortodoxo de Jerusalém. Sediada na Igreja do Santo Sepulcro, ocupa a cidade largamente conhecida como a de origem da Cristandade, onde se crê que a Igreja Cristã tenha sido erguida no dia de Pentecostes, e por isso se autodenomina a "Mãe de todas as Igrejas".
O número de cristãos ortodoxos sob o Patriarcado é estimado em meio milhão. A maior parte dos fiéis é composta por palestinos e jordanianos, mas existe uma população de imigrantes, principalmente russos, georgianos e romenos, tomando parte na vida religiosa, junto a uma pequena comunidade de israelenses convertidos.
É também um dos cinco patriarcados da antiguidade, chamados de Pentarquia.
Dentro da comunhão ortodoxa, ele ocupa o quarto lugar de precedência.

## História

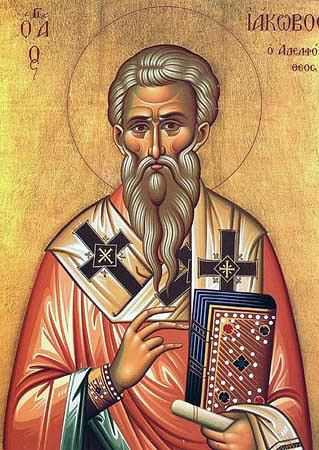
Tiago, irmão de Jesus, primeiro Bispo de Jerusalém.

Durante a Era Apostólica, a igreja cristã estava organizada num número indefinido de igrejas locais que, nos primeiros anos, tinham em Jerusalém o centro principal e ponto de referência. Tiago, o Justo, que foi martirizado em 62 d.C., é descrito como tendo sido o primeiro bispo de Jerusalém. As perseguições ao cristãs após as revoltas judaicas contra Roma no final do século I e início do século II também impactaram a comunidade cristã da cidade, levando-a a ser gradualmente eclipsada pela proeminência de outras sés, principalmente as de Antioquia, Alexandria e Roma. O aumento na peregrinação durante o reinado de Constantino I, no entanto, gradualmente mudou a sorte da Sé de Jerusalém e, em 325 d.C., o Primeiro Concílio de Niceia atribuiu-lhe uma honra especial, mas não o status metropolitano (então o mais alto da Igreja), ao bispo de Jerusalém. Jerusalém continuou a ser um bispado até 451 d.C., quando ela foi elevada ao status de Patriarcado pelo Concílio de Calcedônia. A Igreja tomou parte, desta forma, na chamada estrutura da Pentarquia, isto é, as cinco igrejas mais importantes do mundo cristão.
Após a conquista islâmica de Jerusalém no século VII, Jerusalém foi reconhecida como a sede do cristianismo e o seu patriarca, como o líder. Com o Grande Cisma em 1054, a Igreja de Jerusalém permaneceu com os outros patriarcados orientais, até hoje as figuras mais importantes da Igreja Ortodoxa. Em 1099, os cruzados ocidentais da Primeira Cruzada fundaram o Patriarcado Latino, concorrente ao Patriarcado Ortodoxo Grego na cidade. Por conta da invasão islâmica, o patriarca ortodoxo viveu em Constantinopla até 1187.

## Administração e Hierarquia

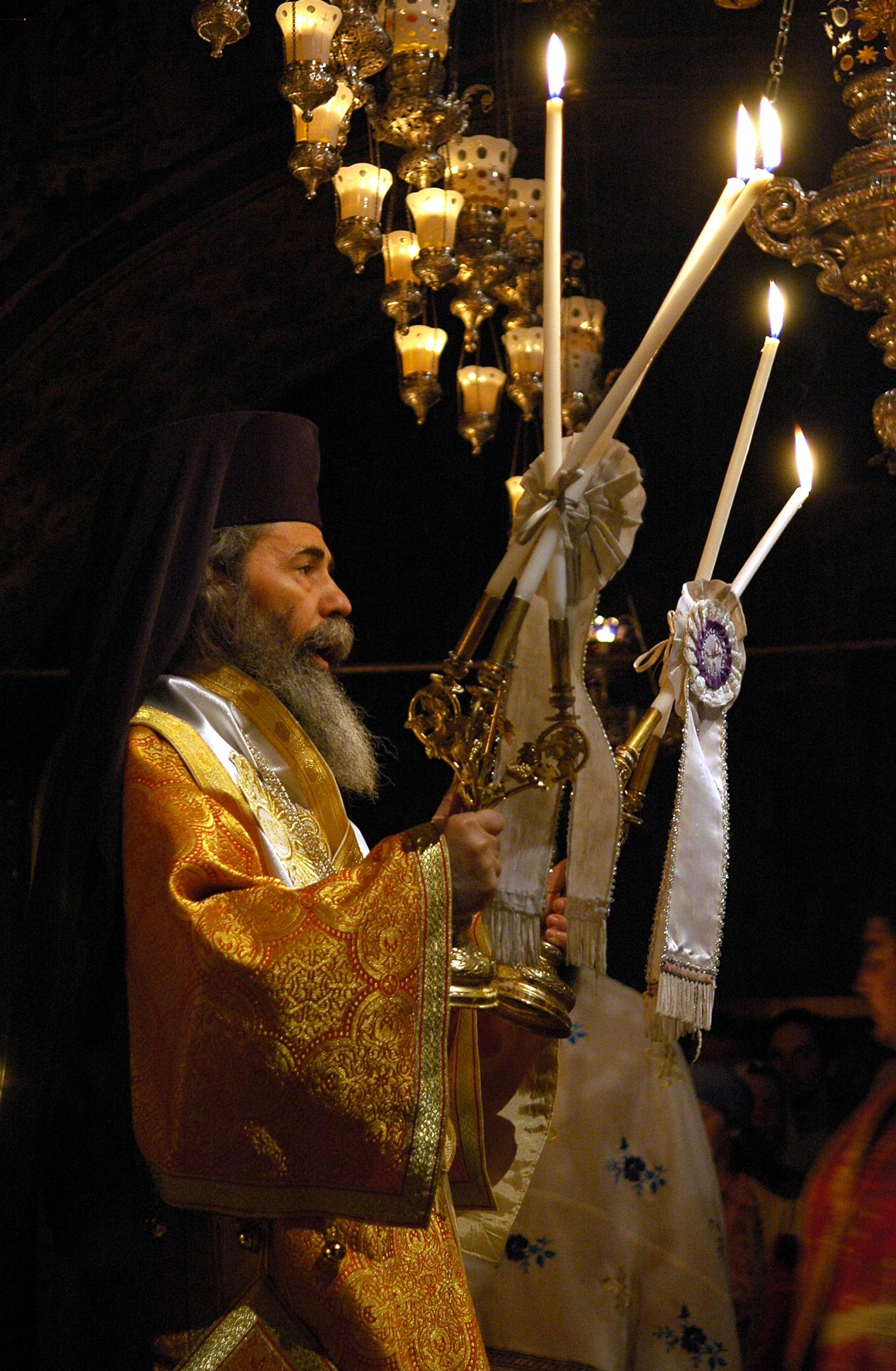
Patriarca Teófilo III

O Chefe do Patriarcado e do Santo Sínodo é o Patriarca Teófilo III (Ilias Giannopoulos), Patriarca da Cidade Santa de Jerusalém e de Toda a Palestina, Israel, Síria, além do Rio Jordão, Caná da Galiléia e Santo Sião.

### Arquidioceses e Arcebispos

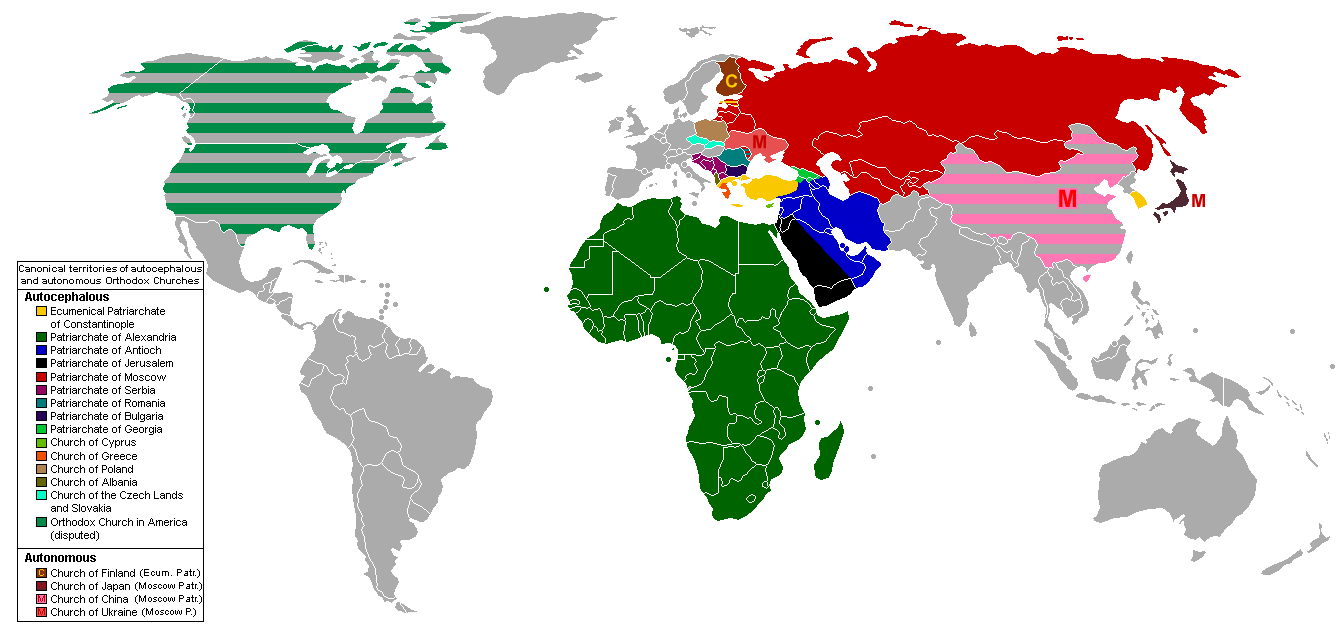
Territórios canônicos das Igrejas Ortodoxas.

- Arquidiocese de Gerason: Theophanes (Theodosios) Hasapakis (1992-)
- Arquidiocese de Tiberíades: Alexios Moschonas (1996-)
- Arquidiocese de Abila: Dorotheos (Demetrios) Leovaris (2000-)
- Arquidiocese de Ioppe: Damaskinos (Anastasios) Gaganiaras (2000-)
- Arquidiocese de Constantina: Aristarchos (Antonios) Peristeris (1998-)
- Arquidiocese de Mounte Tabor: Methodios (Nikolaos) Liveris (2005-)
- Arquidiocese de Iordanos: Theophylactos (Theodosios) Georgiadis (2005-)
- Arquidiocese de Sebastia: Theodosios (Nizar) Hanna (2005-)
- Arquidiocese de Askalon: Nicephoros (Nikolaos) Baltatzis (2006-)
- Arquidiocese de Diocaesarea: Vaga
- Arquidiocese de Madaba: Aristovoulos Kyriazis

### Metrópoles e Metropolitas
- Metrópole de Cesareia e Exarcado de Palestina Prima: Basílio (Cristo) Blatsos (1975-)
- Metrópole de Citópolis: Jacó (Jorge) Kapenekas (2003-)
- Metrópole de Petra e Exarcado da Arábia Petreia: Cornélio (Emanuel) Rodousakis (2005-)
- Metrópole de Ptolemaida: Paládio (Vasilios) Antoniou (1998-)
- Metrópole de Nazaré e Exarcado de Toda a Galileia: Ciríaco (Andreas) Georgopetris (1991-)
- Metrópole de Neápolis: Ambrósio (Nikolaos) Antonopoulos (1981-)
- Metrópole de Capitólias: Isíquio (Elias) Condogiannis (1991-)
- Metrópole de Bostra: Timóteo (Theodoros) Margaritis (1998-)
- Metrópole de Eleuterópolis: Cristódulo (Christos) Saridakis (1991-)
- Metrópole da Filadélfia: Benedito (George) Tsekouras (2001-)

### Igrejas autônomas
- Igreja Ortodoxa do Monte Sinai ( Arquidiocese do Monte Sinai, Pharan e Raithu)

Existem também 6 administrações territoriais patriarcais, denominadas epitropias (análogos dos decanatos):
- Epitropia patriarcal em Amã;
- Epitropia patriarcal em Jope;
- Epitropia patriarcal em Gaza;
- Epitropia patriarcal em Irbete;
- Epitropia patriarcal em Madiva;
- Epitropia patriarcal no Catar.

Todas as sedes episcopais existentes, com exceção da Patriarcal e do Sinai, Ptolemaida e Nazaré, são de fato titulares, pois não conferem nenhum poder aos bispos que as ocupam.